# Campionati africani di badminton 1998
I Campionati africani di badminton 1998 si sono svolti a Beau Bassin-Rose Hill, nelle Mauritius. È stata la 8ª edizione del torneo, organizzato dalla Badminton Confederation of Africa.

## Podi
| Evento              | Oro                            | Argento                         | Bronzo                                        |
| Singolare maschile  | Édouard Clarisse               | Johan Kleingeld                 | Denis Constantin                              |
| Singolare maschile  | Édouard Clarisse               | Johan Kleingeld                 | Neale Woodroffe                               |
| Singolare femminile | Lina Fourie                    | Michelle Edwards                | Beverley Meerholz                             |
| Singolare femminile | Lina Fourie                    | Michelle Edwards                | Vandanah Seesurun                             |
| Doppio maschile     | Johan Kleingeld Anton Kriel    | Gavin Polmans Neale Woodroffe   | Gilles Allet Geenesh Dussain                  |
| Doppio maschile     | Johan Kleingeld Anton Kriel    | Gavin Polmans Neale Woodroffe   | Stephan Beeharry Denis Constantin             |
| Doppio femminile    | Monique Ric-Hansen Lina Fourie | Meagen Burnett Michelle Edwards | Marie-Hélène Valérie-Pierre Vandanah Seesurun |
| Doppio femminile    | Monique Ric-Hansen Lina Fourie | Meagen Burnett Michelle Edwards | Selvon Marudamuthu Amrita Sawaram             |
| Doppio misto        | Anton Kriel Michelle Edwards   | Johan Kleingeld Lina Fourie     | Stephan Beeharry Marie-Hélène Valérie-Pierre  |
| Doppio misto        | Anton Kriel Michelle Edwards   | Johan Kleingeld Lina Fourie     | Gavin Polmans Monique Ric-Hansen              |